# 868 Lova
868 Lova este o planetă minoră ce orbitează Soarele, descoperită pe 26 aprilie 1917.